# Cremnosterna carissima
Cremnosterna carissima är en skalbaggsart som först beskrevs av Francis Polkinghorne Pascoe 1857.  Cremnosterna carissima ingår i släktet Cremnosterna och familjen långhorningar.
Artens utbredningsområde är:
- Laos.
- Burma.

Inga underarter finns listade i Catalogue of Life.